# Kungariket Kartli-Kakheti

Kungariket Kartli-Kakheti på 1700-talet.

Kungariket Kartli-Kakheti var en historisk monarki som låg i nuvarande Georgien mellan 1762 och 1801.
Det skapades genom föreningen av kungariket Kakheti (1465–1762) och kungariket Kartli (1478–1762).
Det blev en rysk provins 1801.